# Lachowo (gromada)
Lachowo – dawna gromada, czyli najmniejsza jednostka podziału terytorialnego Polskiej Rzeczypospolitej Ludowej w latach 1954–1972.
Gromady, z gromadzkimi radami narodowymi (GRN) jako organami władzy najniższego stopnia na wsi, funkcjonowały od reformy reorganizującej administrację wiejską przeprowadzonej jesienią 1954 do momentu ich zniesienia z dniem 1 stycznia 1973, tym samym wypierając organizację gminną w latach 1954–1972.
Gromadę Lachowo z siedzibą GRN w Lachowie utworzono – jako jedną z 8759 gromad – w powiecie kolneńskim w woj. białostockim, na mocy uchwały nr 17/V WRN w Białymstoku z dnia 4 października 1954. W skład jednostki weszły obszary dotychczasowych gromad Lachowo, Kiełcze Kopki, Kiełcze Stare, Kosaki, Wszebory i Tyszki Wądołowo ze zniesionej gminy Lachowo w tymże powiecie. Dla gromady ustalono 11 członków gromadzkiej rady narodowej.
31 grudnia 1959 do gromady Lachowo przyłączono obszary zniesionych gromad Kumelsk i Okurowo oraz wieś Rydzewo-Świątki ze znoszonej gromady Tyszki-Łabno.
Gromada przetrwała do końca 1972 roku, czyli do kolejnej reformy gminnej. Z dniem 1 stycznia 1973 roku reaktywowano gminę Lachowo.